# Хігаші
Хіґаші (яп. 干菓子, 乾菓子, сухий кондитерський виріб) — вид японських солодощів, який є сухим і, відповідно, може зберігатися довше ніж інші види ваґаші.

## Огляд
Поняття хаґаші є антонімом намаґаші, і воно може включати ракуґан, компейто, сембей, араре, тощо (хоча, зазвичай, сембей та аналогічні закуски не солодкі, а отже слово каші/ваґаші не зовсім правильне).
Більш вузьке визначення хіґаші може обмежити рецепт одним або декількома видами цукру, з особливого сорту борошна і деяких інших добавок, в той час як існують деякі зроблені виключно з цукру. Борошно, яке використовується, зазвичай робиться з рису, який має багато різних сортів. Найчастіше використовується борошно з адзукі, сої або зеленого горошку. Хіґаші, зроблені з васанбон (японський дрібнозернистий цукор преміум класу), виготовляється за традиційними рецептами, і вважається одним з найкращих. Най відомішим і найпоширенішим Хіґаші є ракуґан, але визначення цього слова є розпливчастим і інколи недостатньо підходить до певного типу ваґаші, тому слово хіґаші в деяких випадках краще. Хіґаші часто використовується в японській чайній церемонії.

## Список хіґаші
- Ґошікііто (五色糖) — П'ять смаків, Байніку (мариновані уме), Хакка (японська м'ята), Ніккей (кориця), Шьоґа (імбир), і Юзу (лимон) кожен різної форми.
- Хакусансеккей (白山雪渓)
- Ханаказура (花かずら)
- Мугіракашізука (麦らく静)
- Нінінсузука (二人静)
- Ракуґан (落雁)
- Шіґуре но Мацу (時雨の松)
- Суіко (推古) — Ака (рожево-червоний) і Шіро (білий).